# Фінашин Дмитро Русланович
Дмитро Русланович Фінашин (позивний — Фін; 23 березня 1994, м. Козятин, Вінницька область, Україна) — український військовослужбовець, радник міністра внутрішніх справ України з питань ветеранської політики (з 2 січня 2025 року), лейтенант батальйону оперативного призначення ім. Героя України генерал-майора С.Кульчицького Національної гвардії України, учасник російсько-української війни, що відзначився у ході російського вторгнення в Україну. Герой України (2022).
У 2023 році увійшов до рейтингу «30 до 30: творці майбутнього» від «Форбс».

## Життєпис
Дмитро Фінашин народився 23 березня 1994 року в місті Козятині Вінницької области в родині залізничників. Закінчив Державний професійно-технічний навчальний заклад «Козятинське міжрегіональне вище професійне училище залізничного транспорту».
Завжди хотів бути військовим. 2015 року підписав перший контракт з Національною гвардією України, проходив службу у 25-й окремій бригаді охорони громадського порядку НГУ. Від 2017 року учасник АТО/ООС. 2018 року перевівся до батальйону оперативного призначення імені Героя України генерал-майора Сергія Кульчицького. 
Був оператором дрона в контрснайперській групі, згодом став заступником командира взводу аеророзвідки, відмовився від підвищення у військовому званні (до головного сержанта), щоб перекваліфікуватися на снайпера.

### Російське вторгнення в Україну 2022
Широкомасштабне російське вторгнення зустрів у м. Попасній на Луганщині, куди його підрозділ приїхав на ротацію 23 лютого 2022 року.
23 травня 2022 року його група виконувала бойове завдання в районі населеного пункту Яковлівка на Донеччині. Після успішного проходження і зачистки кількох лісосмуг натрапили на засідку росіян. Під шквальним вогнем переважального за кількістю ворога почали відступати до свого основного підрозділу. Перед цим викликали вогонь української артилерії фактично на себе. Один побратим загинув від російських куль одразу, ще одного поранили. Одна з куль Дмитрові відірвала вказівний палець правої руки, інші влучили в шолом та ліву руку.
Двоє побратимів, один з яких теж був поранений, допомагали йому повзти через пшеничне поле в напрямку лісосмуги, де був основний підрозділ. Вони вели вогонь по окупантах, щоб ті не наблизилися до поранених. Росіяни ж не припиняли прострілювати поле з кулеметів. Весь цей бій тривав майже шість годин. У якийсь момент Дмитро втратив свідомість, а коли отямився, то вже був сам. Пізніше з'ясувалося, що один з товаришів на псевдо Сократ загинув, а росіяни в його рацію оголосили, що добили усіх поранених. Основний підрозділ українських військ змушений був відійти під натиском ворога. У лісосмузі Дмитро довелося пробути дві доби. Від втрати крові та зневоднення марив, пив воду з болота, багато повзав вночі, щоб зігрітися. На третю добу його знайшов десантник Максим Бугель з 80-ї окремої десантно-штурмової бригади. Спершу перебував в лікарні Бахмута, потім у госпіталі в Дніпрі. Лікарі не змогли врятувати йому руку, але зберегли життя.
У березні 2023 Дмитро отримав протез, виготовлений у Польщі.
19 червня 2023 року мобілізований (як доброволець) до лав НГУ на посаду аналітика даних з БПЛА. Станом на кінець 2024 року — лейтенант, проходив службу у підрозділі безпілотної авіації. 

### На посаді радника МВС

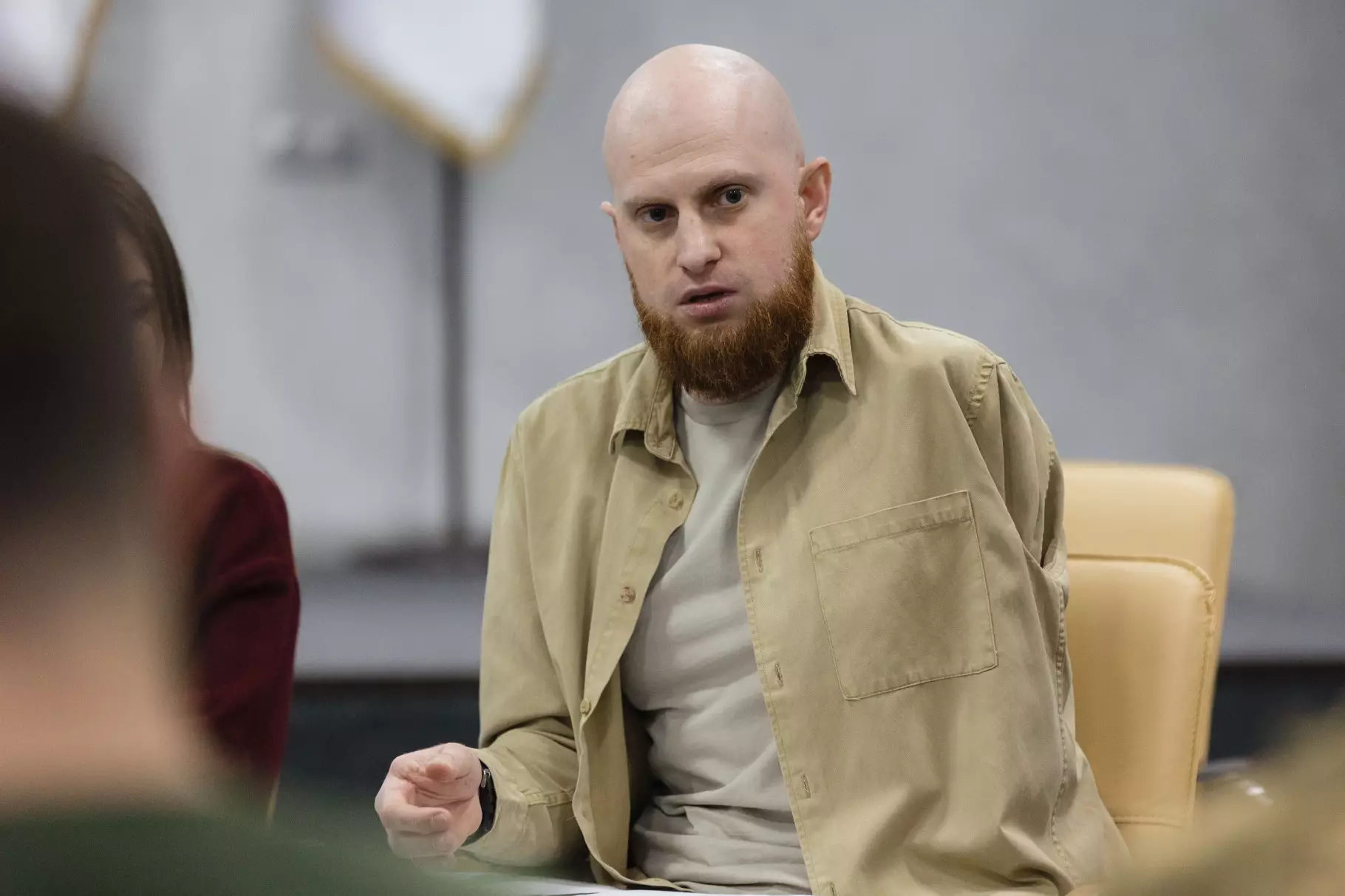
Дмитро Фінашин на зустрічі, присвяченій новому протезно-реабілітаційному центру МВС, 2024 рік.

2 січня 2025 року Міністр внутрішніх справ України Ігор Клименко призначив Дмитра Фінашина своїм радником з питань ветеранської політики.
24 січня 2025-го Дмитро виступав на 55-му Всесвітньому економічному форумі у швейцарському місті Давосі. 
Спільно із Департаментом комунікацій МВС України 2023 року Дмитро записав серію відеоінструкцій «МВС роз'яснює» щодо порядку виплати грошового забезпечення, організації протезування, а навесні 2025-го створив нову серію відео — про те, як коректно та з повагою спілкуватися з ветеранами і ветеранками — які часто транслюються телебаченням як соціальна реклама.

## Нагороди
- Звання Герой України з врученням ордена «Золота Зірка» (6 жовтня 2022) — за особисту мужність і героїзм, виявлені у захисті державного суверенітету та територіальної цілісності України, вірність військовій присязі[5].